# Přirozená plachost

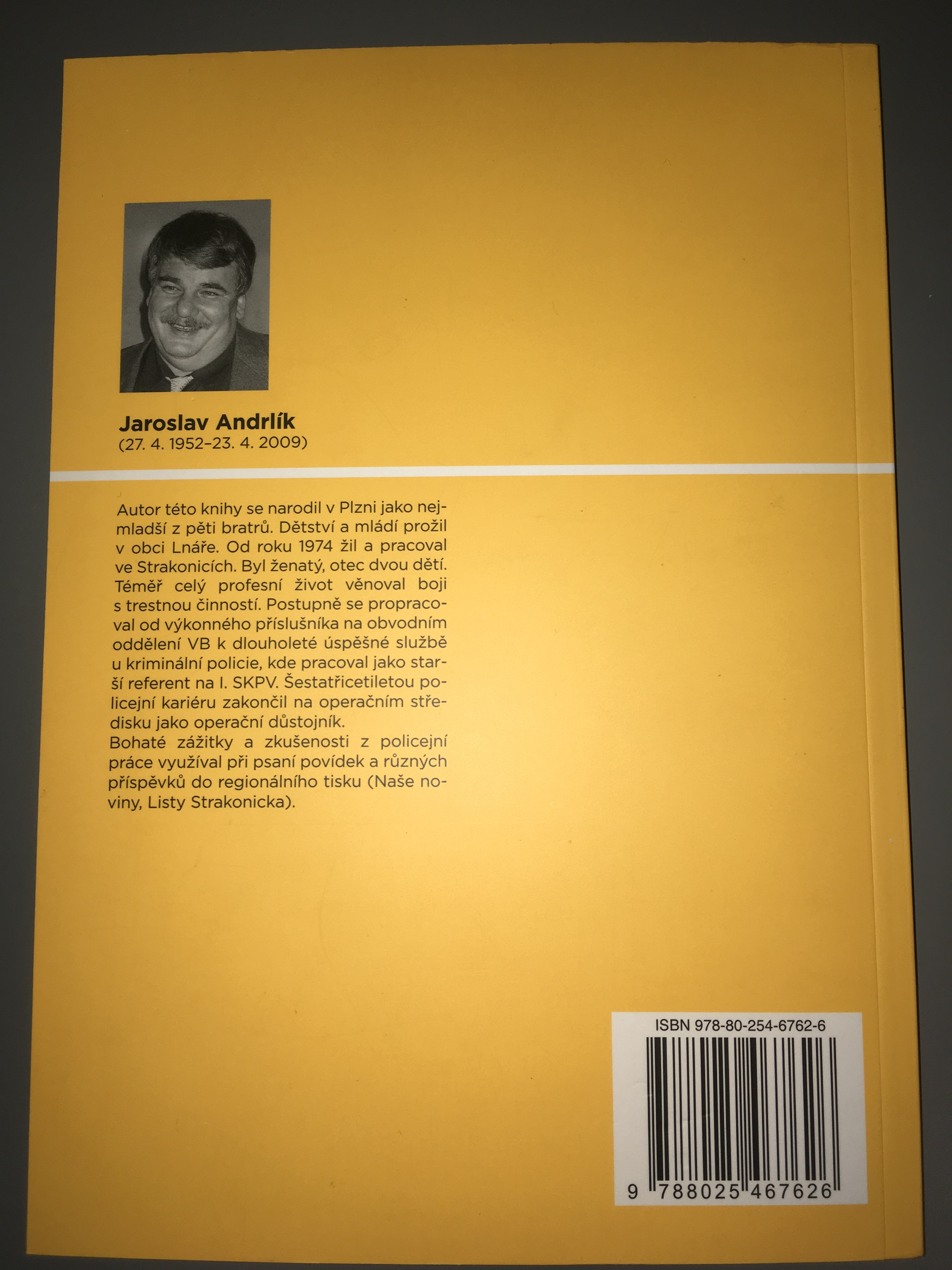

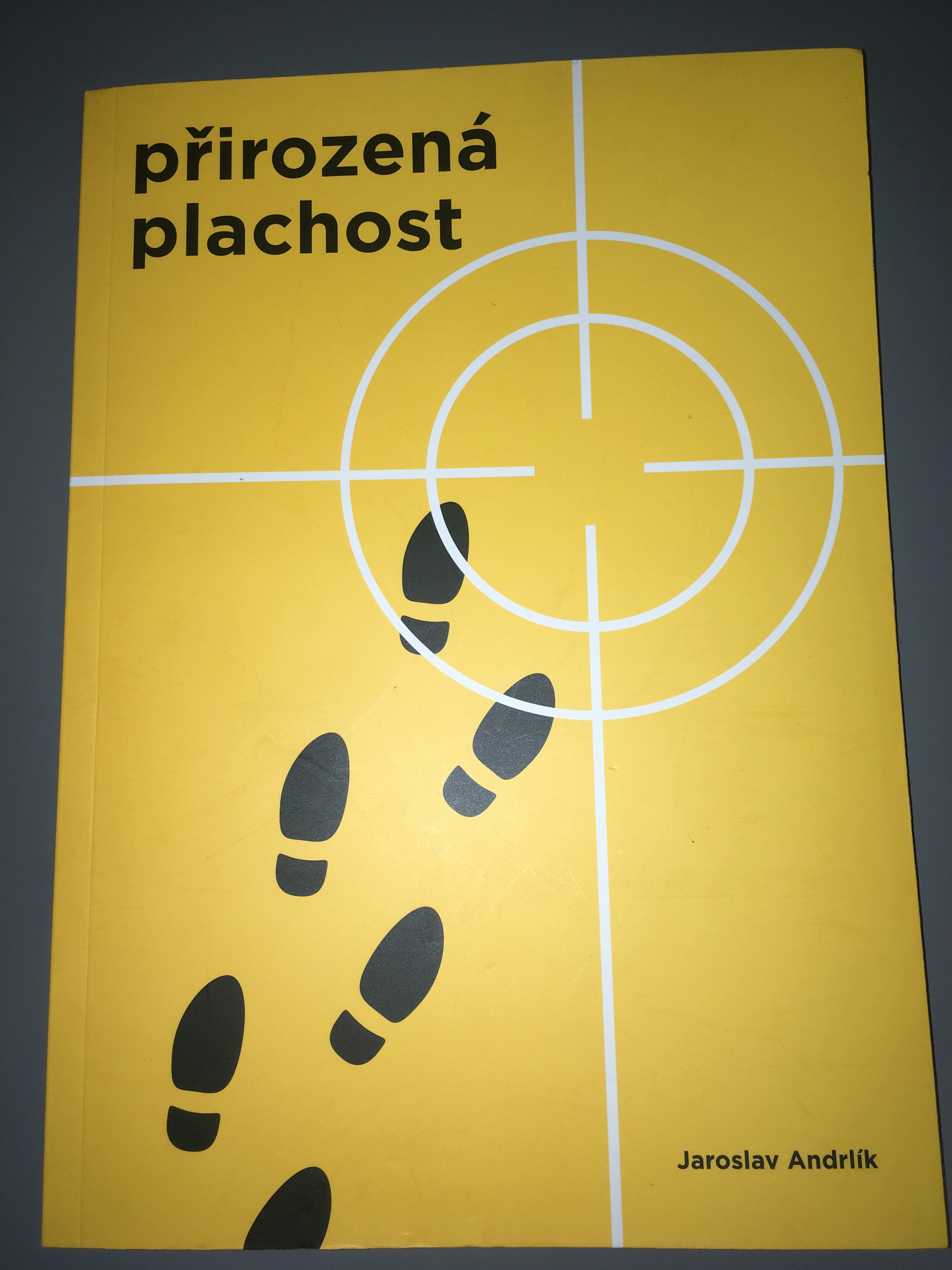

Přirozená plachost je detektivní román, obsahující detektivní příběhy ze Strakonic a okolí. Základ knížky tvoří detektivní příběhy, které postupně vycházely od roku 1999 v Listech Strakonicka. Příběhy jsou provázány životními osudy kriminalistů a jsou vyprávěny odlehčující formou spojenou se sympatickým humorem. Autor knihy Jaroslav Andrlík při psaní knihy vycházel především ze svých bohatých zkušeností z práce u kriminální policie ve Strakonicích. Příběhy jsou doplněné jeho ilustracemi. První brožované vydání vyšlo v roce 2010.

## Mezinárodní standardní číslo knihy
ISBN 978-80-254-6762-6